# Syndicat étudiant de l'Université d'Ottawa
 (juin 2025).
Si vous disposez d'ouvrages ou d'articles de référence ou si vous connaissez des sites web de qualité traitant du thème abordé ici, merci de compléter l'article en donnant les références utiles à sa vérifiabilité et en les liant à la section « Notes et références ».
Le Syndicat étudiant de l'Université d'Ottawa (en anglais : University of Ottawa Students' Union, abrégé par l'acronyme SÉUO ou UOSU) est l'association étudiante représentant les étudiants de premier cycle de l'Université d'Ottawa. Il succède à la Fédération étudiante de l'Université d'Ottawa, dissoute en 2019 à la suite d'un référendum auprès des étudiant.e.s.

## Histoire

### Fédération étudiante de l'Université d'Ottawa
La FÉUO a représenté les étudiants de premier cycle de l'Université d'Ottawa de 1969 à 2018. Il s'agit d'une organisation à but non lucratif, constituée en vertu de la Loi sur les organisations à but non lucratif de l'Ontario. Le 9 août 2018, La Rotonde, le journal francophone de l'université, a rapporté que le Service de police d'Ottawa enquêtait sur des membres de la FÉUO et de son exécutif pour fraude. Par la suite, le 10 août, l'université a annoncé qu'elle retenait son financement jusqu'à ce qu'une vérification des allégations puisse être effectuée. En raison des allégations de fraude et de détournement de fonds, l'Université d'Ottawa a annoncé qu'elle mettrait fin à son accord avec la FÉUO.
Le 25 septembre 2018, l'Université d'Ottawa a donné à la Fédération un avis de résiliation de contrat de 90 jours, citant des progrès insuffisants et d'autres allégations d'inconduite au travail, de conflit interne et de mauvaise gouvernance. L'annonce indiquait qu'à partir du 24 décembre 2018, la Fédération ne serait plus reconnue comme le représentant officiel des étudiants, et invitait les étudiants qui souhaitaient créer des organisations de remplacement à se manifester.
Les bureaux de la FÉUO ont fermé le 10 avril 2019.Un séquestre judiciaire équitable a été nommé pour dissoudre officiellement la fédération[5].
Parmi les anciens présidents notables de l'organisation, mentionnons Marcel Prud'homme (1958-59), André Ouellet (1959-60), Allan Rock (1969-70), Hugh Segal (1970-71), Denis Paradis (1974-75), Mauril Bélanger (1977-79), Anne McGrath (1979-80), Bernard Drainville (1984-85), Gilles Marchildon (1987-88), Maxime Pedneaud-Jobin (1990-91) et Guy Caron (1992-94).

### Fondation et histoire ultérieur

Logo de 2019 à 2024.

Pour déterminer si la FÉUO pouvait rester en place, l'université a organisé un référendum sur l'organisation qui devrait représenter les étudiants de premier cycle le syndicat des étudiants de l'Université d'Ottawa (SÉUO), nouvellement créée, a fait campagne sur la diminution de la politisation, l'augmentation du pouvoir des étudiants et la diminution de la centralisation au sein du syndicat. De son côté, la FÉUO estimait qu'elle était la mieux placée pour maintenir les services et les ressources auxquels les étudiants avaient accès[6]. Le SÉUO a remporté le référendum à une écrasante majorité.
L'université a ensuite signé un nouvel accord avec le SÉUO, prévoyant des mesures supplémentaires de surveillance et de transparence financière, et reconnaissant le SÉUO comme la seule voix des étudiants de premier cycle de l'université.
En 2020, le poste de président a été créé, avec Babacar Faye comme premier titulaire du poste.

## Gouvernance
Le Syndicat des étudiants de l'Université d'Ottawa est une organisation à but non lucratif, constituée selon le droit canadien des sociétés en vertu de la Loi canadienne sur les organisations à but non lucratif. L'organisation elle-même est régie par ses statuts, qui établissent son appareil politique et ses organes constitutifs.

### Assemblée générale
L'Assemblée générale est l'organe directeur suprême du SÉUO et est composée de tous les membres du Syndicat .L'Assemblée générale se réunit deux fois par an, respectivement au semestre d'automne et au semestre d'hiver. Sauf restrictions imposées par la Constitution, l'AG peut adopter des résolutions qui lient le Conseil d'Administration et le Comité Exécutif. L'AG a le pouvoir de modifier la constitution du SÉUO.

### Conseil d'administration
Le conseil d'administration gouverne et supervise le SÉUO. Il est composé de 30 membres dont le mandat est d'un an : un président, 6 commissaires, 22 directeurs élus par les facultés et 1 directeur autochtone, élu par l'Association des étudiants autochtones.Chaque faculté compte entre 1 et 5 directeurs.
Le Conseil d'administration se réunit publiquement tous les mois ; une grande partie de ses responsabilités est déléguée à divers comités, qui sont soit inscrits dans la constitution de l'organisation, soit formés en tant que comités ad hoc, chacun se concentrant sur un domaine spécifique ou un sujet de préoccupation.

### Comité exécutif
Le Comité exécutif (EXEC) gère les opérations quotidiennes de l'UOSU, avec des compétences spécifiques en matière de ressources humaines et de signature de contrats. Le CE est composé de 7 étudiants de premier cycle : le président et six commissaires.
Chaque commissaire est responsable d'un aspect spécifique de l'organisation. Il s'agit des commissaires à l'équité, aux affaires francophones, à la vie étudiante, à la revendication, aux opérations et à la communication.
| 2024-2025 Comité Exécutif    | 2024-2025 Comité Exécutif | 2024-2025 Comité Exécutif             |
| Nom                          | Faculté                   | Position                              |
| ---------------------------- | ------------------------- | ------------------------------------- |
| Delphine Robitaille          | Science Social            | Présidente                            |
| Daphnée Veilleux-Michaud     | Science Social            | Commissaire aux affaires Francophones |
| Imani Bunzigiye              | Génie                     | Commissaire à l'Équité                |
| Vacant (Nov. 2024)           |                           | Commissaire à l'Équité                |
| Vacant (Mai 5)               |                           | Commissaire à la Revendication        |
| Sanjida Flora (Mai 6)        | Droit                     | Commissaire à la Revendication        |
| Vacant                       |                           | Commissaire à la Revendication        |
| Alex Stratas                 | Science Social            | Commissaire à la Revendication        |
| Vacant (Mai 5)               |                           | Commissaire aux Opérations            |
| Greg Coleman (Intérim mai 6) | Science Social            | Commissaire aux Opérations            |
| Vacant (1 Mai - 16 Nov.)     |                           | Commissaire aux Communication         |
| Anne Hyppolite (17 Nov.)     |                           | Commissaire aux Communication         |
| Vacant (1 mai - 16 Nov)      |                           | Commissaire à la vie Étudiante        |
| Emilia Bah (17 Nov)          | Art                       | Commissaire à la vie Étudiante        |

### Élections
Les élections générales ont lieu pendant le semestre d'hiver, en février ou en mars, pour élire le conseil d'administration et le comité exécutif . Des élections partielles ont lieu en octobre pour pourvoir les postes vacants d'administrateurs et de membres du comité exécutif.

#### 2024

##### Élection générale
Les élections générales ont eu lieu le 18 février 2024. Le taux de participation a été de 6,74%. La présidente Delphine Robitaille a été réélue sans opposition. La commissaire à l'équité par intérim, Imani Bunzigiye, a été élue pour un mandat complet, et le commissaire aux affaires francophones par intérim a été battue par Daphnée Veilleux-Michaud. 3 postes exécutifs sont restés vacants : Commissaire à la vie étudiante, aux communications et à la Revendication.
Le 6 mai 2024, le conseil d'administration de l'UOSU embauche Greg Coleman comme commissaire aux opérations et Sanjida Flora comme commissaire à la Revendication.

##### Élection partielle
Les élections partielles de 2024 se sont terminées le 14 octobre 2024 avec un taux de participation de 8,47%, le plus élevé pour une élection partielle dans la courte histoire du syndicat. Trois membres ont été élus au comité exécutif du SÉUO : Anne Hyppolite en tant que commissaire à la communication, Alex Stratas en tant que commissaire à la défense des droits et Emilia Bah en tant que commissaire à la vie étudiante, tous en attente de ratification. Le vote, initialement prévu pour cinq jours, a été prolongé de deux jours en raison d'un problème qui a temporairement limité la capacité des étudiants coopératifs à voter.

#### 2023

##### Élection générale
Les élections générales ont lieu du 5 au 9 mars 2023[18], avec un taux de participation de 3,8 %. Seul un poste exécutif a été contesté, Joyce Williams étant élue commissaire à l'équité avec 51,7 % des voix. Les commissaires aux opérations et à la revendication ont été élus sans opposition. Les directeurs de faculté ont été élus.

##### Élection partielle
Des élections partielles ont lieu du 9 au 14 octobre 2023, avec un taux de participation de 7,7 %. Les postes de président, de commissaire à la vie étudiante, de commissaire aux affaires francophones et de commissaire aux communications ont été pourvus. De plus, 5 sièges de directeur et 3 sièges de sénateur ont été pourvus.
Les étudiants ont voté lors de 10 référendums pendant les élections partielles. 9 d'entre eux sont adoptés, y compris une réduction de 11 % des frais d'adhésion au syndicat, ce qui entraîne une réduction de 500 000 $ de son budget.

## Clubs et gouvernement étudiant

### Clubs
L'organisation reconnaît plus de 360 clubs et associations différents liés à tous les aspects de la vie étudiante, de la dynamophilie aux échecs en passant par la politique.

### Gouvernement étudiant reconnu
Les associations étudiantes reconnues (RSG) sont des organisations autonomes, mais affiliées, qui représentent les étudiants de différents programmes de premier cycle. L'UOSU reconnaît 25 GER et les finance en fonction du nombre d'étudiants.
| Gouvernement Étudiant Reconnu                                      | Gouvernement Étudiant Reconnu | Gouvernement Étudiant Reconnu      |
| Nom                                                                | Acronyme                      | Programme sous leur responsabilité |
| ------------------------------------------------------------------ | ----------------------------- | ---------------------------------- |
| Association des étudiant(e)s en communication                      | AÉÉC                          |                                    |
| Association des étudiant·e·s en Génie                              | AÉG                           |                                    |
| Association des étudiant·e·s en sciences                           | AÉS                           |                                    |
| Association des étudiant·e·s en développement                      | AÉD                           |                                    |
| Association des étudiant·e·s en études féministes et de genre      | AÉGF                          |                                    |
| Association des étudiant·e·s en nutrition                          | ADÉNUT                        |                                    |
| Association des étudiant·e·s en criminologie                       | AÉC                           |                                    |
| Association étudiante de la Faculté des arts                       | AÉFA                          |                                    |
| Association des étudiant·e·s en psychologie                        | AÉP                           |                                    |
| Association étudiante des études de conflits et droits humains     | AÉCH                          |                                    |
| Association étudiante des études internationales et politiques     | AÉÉIPPSSA                     |                                    |
| Association des étudiant·e·s en informatique                       | AÉI                           |                                    |
| Association des étudiant·e·s en sociologie et anthropologie        | AÉSA                          |                                    |
| Association étudiante des sciences de la santé                     | AÉSS                          |                                    |
| Association des étudiant·e·s en sciences de l’activité physique    | AÉSAP                         |                                    |
| Association étudiante de common law                                |                               |                                    |
| Association d'étudiant·e·s pré-diplômé·e·s en sciences infirmières | AÉPDSI                        |                                    |
| Association des étudiant.e.s autochtones                           | AÉA                           |                                    |
| Association des étudiant.e.s en Pharmacie                          | AÉPharm                       |                                    |

## Services et entreprises
La FÉUO, et par la suite le SÉUO qui lui a succédé, opère des entreprises et offre des services auxquels les étudiants et/ou les membres du public peuvent avoir accès.
| Services                                                            | Services | Services                                                 |
| Nom                                                                 | Type     | Description                                              |
| ------------------------------------------------------------------- | -------- | -------------------------------------------------------- |
| Banque Alimentaire                                                  | Service  | Banque alimentaire                                       |
| Centre de la Fierté                                                 | Service  | Activisme LGBTQ+                                         |
| Centre de ressources féministes (CRF)                               | Service  | Activiste féminisme et ressources                        |
| Centre des droits étudiant.e.s                                      | Services | Appel à l'administration de l'université                 |
| Centre des étudiant.e.s ayant un handicap (CÉH)                     | Service  | Défense des droits des personnes ayant un handicape      |
| Centre du développement durable (CDD)                               | Service  | Sensibilisation au développement durable                 |
| Centre d'expérience des étudiant.e.s racés.e.s et autochtone (EÉRA) | Service  | Revendication et activisme multiracial et autochtone     |
| Coop Vélo                                                           | Service  | Ressources et services pour les cyclistes                |
| PiViK                                                               | Service  | Dépanneur                                                |
| Maison International                                                | Service  | Activiste pour les droits des étudiant.e.s international |
| Service d'administration des Clubs (SAC)                            | Service  | Réglementation et gestion des clubs                      |

## Controverses

### Étudiants pour la vie de l'Université d'Ottawa
En 2019, les Étudiants pour la vie de l'Université d'Ottawa (ÉPVUO), un club qui milite contre le droit à l'avortement sur le campus, ont reçu le statut de club provisoire, ce qui leur a permis d'obtenir un financement du SÉUO et le droit de réserver des espaces sur le campus, suscitant la controverse. Une assemblée générale extraordinaire a été convoquée lorsqu'une pétition demandant au syndicat de retirer le statut de club à l'ÉPVUO et d'adopter une position pro-choix a été signée par 500 étudiants et présentée au syndicat. La réunion n'a pas atteint le quorum En janvier 2020, le conseil d'administration a retiré le statut de club à l'ÉPVUO.

### Référendum CHUO-FM
Lors des élections partielles d'octobre 2023, les membres du SÉUO ont voté pour l'élimination d'une taxe sur les frais de scolarité qui finançait CHUO-FM, une station de radio locale sur le campus. Le prélèvement était fixé à 4,99 dollars par étudiant, ce qui représentait entre 360 000 et 380 000 dollars de financement annuel, soit environ 80 % de son financement total. La station de radio a critiqué la décision, affirmant que sa survie était menacée et que le référendum était juridiquement contestable.
Lors de la réunion de l'assemblée générale qui a suivi le référendum, celui-ci n'a pas été ratifié après que le conseil d'administration a reçu un avis juridique le rejetant. Selon la présidente élue Delphine Robitaille, cela aurait constitué une « responsabilité juridique ». Il n'existe pas de précédent similaire de non-ratification des résultats d'un référendum. Lors des élections générales de 2024, le référendum est à nouveau approuvé.

### Coupure des services 2024-2025
À la suite des élections de l'automne 2023, les membres du SÉUO ont approuvé un référendum forçant une réduction de 11,37 % des frais étudiants de l'UOSU pour l'année scolaire 2024-2025. En partie à cause de ces réductions, le budget 2024-2025 du SÉUO comprenait le financement et la dissolution de quatre services : le Centre de bilinguisme, le Centre de mieux-être, la Patrouille à pied et le Centre multi-fois. Le 24 juin 2024, la commissaire aux affaires francophones, Daphnée Veilleux-Michaud, a tenu une réunion d'urgence ouverte au public concernant le projet de fermeture du Centre de bilinguisme. Un certain nombre d'étudiants, y compris des dirigeants de clubs et d'associations étudiantes, ont assisté à la réunion. Le commissaire aux opérations Greg Coleman, qui avait rédigé le budget avec la présidente du SÉUO Delphine Robitaille, était le seul membre du conseil d'administration à assister à la réunion en dehors de Mme Veilleux-Michaud. Des journalistes du journal étudiant francophone La Rotonde et un membre de la radio étudiante CHUO-FM étaient également présents. 
Après la réunion d'urgence, les étudiants francophones qui estimaient que les compressions budgétaires les visaient injustement se sont joints à la commissaire aux affaires francophones pour rédiger une lettre ouverte, publiée dans La Rotonde, critiquant la proposition. En particulier, ils estimaient que le SÉUO faisait passer la Coopérative de vélo avant eux et suggéraient que ce service soit plutôt défait. Par coïncidence, dans l'article du Fulcrum sur l'adoption du budget, un membre anglophone du Conseil d'administration représentant la Faculté des sciences sociales, James Adair, et le commissaire aux opérations sont photographiés à la droite du président avec des bouteilles d'eau portant la marque de la Coopérative de vélo.
Après l'adoption du budget, La Rotonde a publié un article critiquant le résultat, remettant en question l'augmentation du salaire des cadres du SÉUO à 23 $ de l'heure le 1er mai, et suggérant à nouveau que la Coopérative de vélo aurait dû être coupée à la place. Moins d'une semaine plus tard, le 6 juillet, La Rotonde a publié une autre lettre ouverte au président du SÉUO, insistant sur le fait que le budget comprenait des coupes au Centre de ressources féministes qui constituaient du « harcèlement intellectuel anti-féministe ». Cependant, aucune coupe visant ce service n'a été incluse dans le budget de 2024-2025.